# Winston megye (Mississippi)
Winston megye az Amerikai Egyesült Államokban, azon belül Mississippi államban található. Megyeszékhelye és legnagyobb városa Louisville. Lakosainak száma 17 714 fő (2020. április 1.). Winston megye Oktibbeha, Neshoba, Kemper, Choctaw, Attala és Leake megyékkel határos.

## Népesség
A megye népességének változása:
| Lakosok száma | 19 199 | 19 051 | 19 011 | 18 788 | 18 317 | 17 714 |
|               | 2010   | 2011   | 2012   | 2013   | 2015   | 2020   |